# Excorallana sexticornis
Excorallana sexticornis là một loài chân đều trong họ Corallanidae. Loài này được Richardson miêu tả khoa học năm 1901.